# Johann Adam Kurrer (Politiker)
Johann Adam Kurrer (* 1664 in Tübingen; † 1718 ebenda) war Bürgermeister von Tübingen. Außerdem war er Mitglied des Engeren Ausschusses der Landschaft, Hofgerichtsassessor und Spitalpfleger.

## Leben
Johann Adam Kurrer war ein Sohn des Juraprofessors der Universität Tübingen Johann Adam Kurrer (1641–1692) und dessen Frau Maria Veronica geb. Kleber. Seit 1679 studierte er Jura in Tübingen (Matrikel Nr. 28831) wie sein Vater.
1690 heiratete er Eva Regina geb. Carolus (1667–1739), eine Tochter von Andreas Carolus, Prälat an der St.-Georgs-Kirche und dessen Frau Eva Maria geb. Simonius (Tochter des Tübinger Medizinprofessors Baltas Simonius). 1706 wurde Kurrer Gerichtsverwandter und gleichzeitig Bürgermeister von Tübingen. Diese Ämter hatte er bis 1717 inne. Zusätzlich war er seit 1707 Mitglied des Engeren Ausschusses der Landschaft und Hofgerichtsassessor sowie seit 1710 Spitalpfleger. Diese drei Ämter hatte er bis zu seinem Tod 1718 inne.
Sein Sohn war, nach Seigel, Daniel Adam Kurrer, ein Tübinger Kaufmann, verheiratet mit Marie Gottliebin geb. Schmidlin (Tochter des Nürtinger Dekans Lorenz Schmidlin), Er war von 1735 bis 1751 Ratsverwandter war.
Nach Johann Jacob Moser (1756) hatte Kurrer zwei Söhne: Andreas Adam Kurrer, Diakon in Heidenheim († 1722) und Johann David Kurrer, der als Kandidat der Rechte in Tübingen am 29. Juni 1727 ledig starb.